# Sonja Klimek
Sonja Klimek (* 16. September 1980 in Dortmund) ist eine deutsche Literaturwissenschaftlerin.

## Leben
Nach dem Abitur 2000 in Dortmund studierte sie von 2000 bis 2006 allgemeine und vergleichende Literaturwissenschaft, Germanistik, Philosophie und angewandte Kulturwissenschaften in Münster, Bern und Fribourg. Nach der Habilitation 2019 (doppelte venia legendi in Neuerer deutscher Literatur und Allgemeiner und Vergleichender Literaturwissenschaft) in Freiburg im Üechtland ist sie seit 2020 Professorin für Neuere deutsche Literaturwissenschaft und Literaturgeschichte an der Christian-Albrechts-Universität zu Kiel.

## Schriften (Auswahl)
- Paradoxes Erzählen. Die Metalepse in der phantastischen Literatur. Paderborn 2010, ISBN 978-3-89785-119-1.
  - Laura Muth, in: Comparatio. Zeitschrift für Vergleichende Literaturwissenschaft, 6,1 (2014), S. 177f.
  - Klaus Meyer-Minnemann, in: Germanisch-Romanische Monatsschrift, NF 61,4 (2011), S. 494–497.
  - Maren Conrad, in: KULT-online. Rezensionsmagazin des Gießener Graduiertenzentrums Kulturwissenschaften 26 (2011).
  - Paul Ferstl, in: Komparatistik. Jahrbuch der Deutschen Gesellschaft für Allgemeine und Vergleichende Literaturwissenschaft (2010), S. 149f.
  - Nele Solf, in: Anwesenheitsnotiz. Studentische Zeitschrift der FU Berlin 1 (2010).